# Zwergpinscher

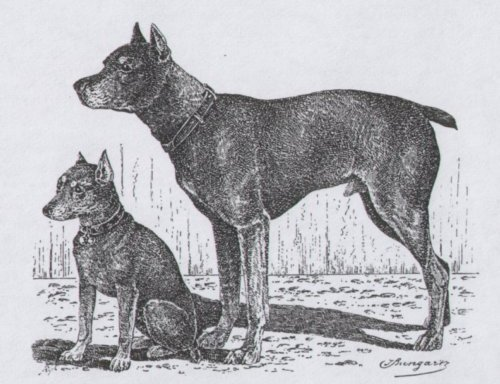
Pinscher und Zwergpinscher nach Jean Bungartz

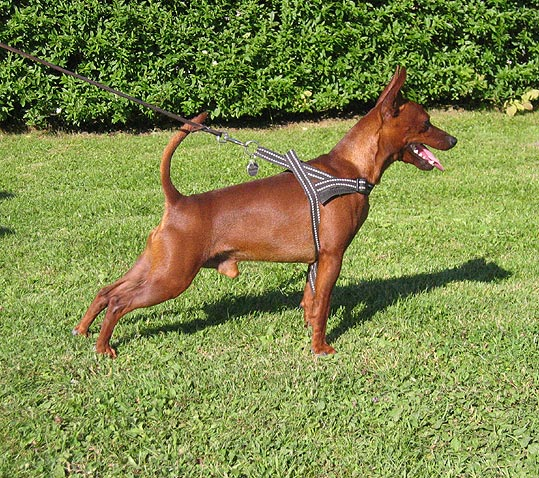
Korrekt getragenes unkupiertes Stehohr und korrekt getragene naturbelassene Rute.

Der Zwergpinscher, auch Rehpinscher genannt, ist eine von der FCI anerkannte deutsche Hunderasse (FCI-Gruppe 2, Sektion 1.1, Standard Nr. 185).

## Herkunft und Geschichtliches
Im Jahre 1895 rief Josef Berta zur Gründung eines Pinscher-Klubs auf. Zu der Zeit gab es zwei Klubs in Deutschland, die sich daraufhin vereinigten. Bis in die frühen Jahre des 20. Jahrhunderts fielen in den Würfen noch rau- und glatthaarige Welpen gemeinsam. Josef Berta begann mit der Reinzucht. Erst dann entstand die Unterscheidung zwischen Pinschern und Schnauzern.
In Deutschland ist der Pinscher-Schnauzer-Klub 1895 der einzige vom Verband für das Deutsche Hundewesen (VDH) anerkannte Rassezuchtverband und somit für den Standard der Rasse verantwortlich.

## Beschreibung
„Der Zwergpinscher ist das verkleinerte Abbild des Deutschen Pinschers, ohne die Mängel zwerghafter Erscheinungen.“ Das Fell ist glatt, sehr kurz und ohne Unterwolle. Er ist schnittig und der gesamte Körperbau soll harmonisch sein, mit gut verteilter Muskulatur und quadratischem Körperbau mit einer Größe von 25–30 cm bei 4–6 kg Gewicht. Der Kopf ist kräftig, langgestreckt, ohne stark hervortretendes Hinterhauptbein. Der Nasenrücken ist gerade und verläuft parallel zur Verlängerung der faltenlosen, flachen Stirn mit dem leichten aber deutlichen Stop (Stirnabsatz). Der kräftige Fang endet im stumpfen Keil. Die Nasenkuppe ist voll und schwarz; die Lefzen liegen gut an und sind dunkel gefärbt. Die Ohren sind hoch angesetzt, V-förmig mit Klappfalte oder Stehohr gleichmäßig aufrecht getragen.

## Wesen
Der Zwergpinscher ist ein sehr anhänglicher Hund und neigt dazu, sich einer einzigen Person eng anzuschließen. Er ist von großer Neugier mit ausgeprägtem Bewegungsdrang. Unterbeschäftigt neigt diese Rasse zu Nervosität. Daher müssen sie sowohl geistig als auch körperlich ausreichend gefordert werden. Dies kann mit Wanderungen, längeren Ausflügen, aber auch Hundesportarten wie Agility oder Dogdancing erreicht werden. Vom Charakter ist der Zwergpinscher sehr aufmerksam und hat eine niedrige Reizschwelle.

## Rassetypische Erkrankungen
Das Akrale Mutilationssyndrom ist eine sehr seltene angeborene Nervenkrankheit mit Selbstverstümmelung der Pfoten, für die ein Fall bei einem Zwergpinscher beschrieben wurde. Zudem besteht eine Rassedisposition für die Mukopolysaccharidose Typ VI.